# Blokiranje reklam
Preprečevanje oglasov je operacija, ki jo podpira večina spletnih brskalnikov z uporabo dodatnih programov oziroma razširitev. S t. i. preprečevalniki dosežemo to, da se nam ne odpirajo več oglasna sporočila in iz spletnih strani dobesedno izginejo vse pasice in podobna nezaželena vsebina, ki ni nikakor povezana z vsebino strani. Posledično se strani hitreje nalagajo, ker našemu brskalniku ni potrebno več prenašati ogromnih količin nepotrebnih podatkov, kot so utripajoče slike oglasov in flash animacije.

## Primerjava
| Stran, ki nima preprečenih oglasov | Stran, ki jo je počistil Adblock |
|                                    |                                  |

## Preprečevanje oglasov v vseh aplikacijah

### Filtrirni proxyi
Filtrirni proxy je aplikacija, ki se postavi med spletni strežnik, ki vam poleg vsebine pošilja tudi oglase, in vaše aplikacije, ki dostopajo do spleta. Filtrirni proxy, kot že ime pove, filtrira vse reklame in nadležna pop-up okna iz poslanih informacij tako, da do vašega brskljalnika pridejo samo še čiste strani brez reklam. Slaba lastnost filtrirnega proxya je ta, da zahteva naprednejše poznavanje delovanja računalnika in vzporedno delujočo aplikacijo poleg brskalnika, ki kot vse aplikacije zahteva svoj pomnilnik in procesorski čas, torej malce upočasnjuje delovanje računalnika.

#### Proxomitron
- http://www.proxomitron.info/
- deluje samo na Windowsih
- enostavnejši za konfiguracijo preko vmesnika

#### Privoxy
- http://www.privoxy.org/
- deluje na linuxu in Windowsih
- zahteven za personalizacijo, ker je potrebno urejati konfiguracijske datoteke

### Hosts datoteka
Hosts datoteka je datoteka brez končnice z imenom »hosts«, ki povzroči, da računalnik misli, da so reklame doma na lokalnem strežniku in ne nekje na medmerežju.
V hosts datoteki je besedilo v takšni obliki:
```
...
127.0.0.1 ad.preferences.com
127.0.0.1 ads.doubleclick.com
127.0.0.1 ads.infospace.com
127.0.0.1 ads.msn.com
...
```

kjer 127.0.0.1 predstavlja vaš računalnik, preostalo besedilo pa predstavlja strežnik, kjer domujejo oglasna sporočila. Ta način preprečevanja je zelo enostaven, ker povzroči le to, da vaš brskalnik misli, da so oglasi doma na vašem lokalnem strežniku in se zato ne povezuje na splet, da bi jih prenesel. Žal pa je tudi zelo omejen, ker preprečuje dostop celim strežnikim in vsej vsebino na njih. Prav tako ne omogoča filtriranja glede na ime datoteke oziroma direktorija in zato ni učinkovit.
Mesto hosts datoteke v Windowsih je na c:\windows\system32\drivers\etc\, lahko jo odprete z beležnico.
Več informacij

## Blokiranje reklam vFirefoxu

### Razširitev Adblock
Adblock Arhivirano 2005-05-17 na Wayback Machine. je XPI razširitev namenjena Firefoxu, ki omogoči skrivanje določenih delov spletnih strani s presejanjem vsebine glede na povezavo do le-te. Če je slika denimo na naslovu http://reklame.server.com/slika1.jpg in mi filtriramo *reklame* se ta slika ne bo prikazala, ker ima v naslovu besedico »reklame«: http://reklame.server.com/slika1.jpg.